# Elezioni parlamentari in Australia del 2013
Le elezioni parlamentari in Australia del 2013 si tennero il 7 settembre per il rinnovo del Parlamento federale (Camera dei rappresentanti e Senato). In seguito all'esito elettorale, Tony Abbott, espressione del Partito Liberale d'Australia, divenne Primo ministro, nell'ambito di un governo con Partito Nazionale Liberale del Queensland, Partito Nazionale d'Australia e Country Liberals Party.

## Risultati

### Camera dei rappresentanti
| Liste                                     | Voti       | %     | Seggi |
| ----------------------------------------- | ---------- | ----- | ----- |
| Partito Laburista Australiano             | 4 311 365  | 33,38 | 55    |
| Partito Liberale d'Australia              | 4 134 865  | 32,02 | 58    |
| Partito Nazionale Liberale del Queensland | 1 152 217  | 8,92  | 22    |
| Verdi Australiani                         | 1 116 918  | 8,65  | 1     |
| Palmer United Party                       | 709 035    | 5,49  | 1     |
| Partito Nazionale d'Australia             | 554 268    | 4,29  | 9     |
| Family First Party                        | 181 820    | 1,41  | –     |
| Katter's Australian Party                 | 134 226    | 1,04  | 1     |
| Partito Democratico Cristiano             | 88 576     | 0,69  | –     |
| Australian Sex Party                      | 78 571     | 0,61  | –     |
| Rise Up Australia Party                   | 48 582     | 0,38  | –     |
| Cristiani Australiani                     | 42 498     | 0,33  | –     |
| Country Liberal Party                     | 41 468     | 0,32  | 1     |
| Partito Laburista Democratico             | 36 086     | 0,28  | –     |
| One Nation                                | 22 046     | 0,17  | –     |
| Altri <20.000 voti                        | 85 169     | 0,66  | –     |
| Indipendenti                              | 177 217    | 1,37  | 2     |
| Non affliati                              | 4 850      | 0,04  | –     |
| Totale                                    | 12 914 927 | 100   | 150   |

- Two-party-preferred vote

| Liste                                                 | Voti       | %     | Seggi |
| ----------------------------------------------------- | ---------- | ----- | ----- |
| Coalizione Liberale-Nazionale (LPA - LNP - NPA - CLP) | 6 908 710  | 53,49 | 90    |
| Partito Laburista Australiano                         | 6 006 217  | 46,51 | 55    |
| Totale                                                | 12 914 927 | 100   | 145   |

### Senato
| Liste                                     | Voti       | %     | Seggi |
| ----------------------------------------- | ---------- | ----- | ----- |
| Partito Laburista Australiano             | 4 038 591  | 30,11 | 12    |
| Coalizione Liberale/Nazionale             | 2 853 905  | 21,28 | 5     |
| Verdi Australiani                         | 1 159 588  | 8,65  | 4     |
| Partito Nazionale Liberale del Queensland | 1 084 299  | 8,08  | 3     |
| Partito Liberale d'Australia              | 1 006 710  | 7,51  | 8     |
| Palmer United Party                       | 658 976    | 4,91  | 3     |
| Partito Liberal Democratico               | 523 831    | 3,91  | 1     |
| Nick Xenophon Group                       | 258 376    | 1,93  | 1     |
| Australian Sex Party                      | 183 731    | 1,37  | –     |
| Family First Party                        | 149 306    | 1,11  | 1     |
| Cacciatori e Pescatori                    | 127 397    | 0,95  | –     |
| Katter's Australian Party                 | 119 920    | 0,89  | –     |
| Partito Laburista Democratico             | 112 549    | 0,84  | –     |
| Help End Marijuana Prohibition            | 95 430     | 0,71  | –     |
| Animal Justice Party                      | 93 820     | 0,70  | –     |
| The Wikileaks Party                       | 88 092     | 0,66  | –     |
| Partito Democratico Cristiano             | 72 544     | 0,54  | –     |
| One Nation                                | 70 851     | 0,53  | –     |
| Partito Nazionale d'Australia             | 69 523     | 0,52  | –     |
| Australian Motoring Enthusiast Party      | 67 560     | 0,50  | 1     |
| Altri <0,50%                              | 562 109    | 4,19  | 1     |
| Indipendenti                              | 15 911     | 0,12  | –     |
| Totale                                    | 13 413 019 | 100   | 40    |

## Sistema elettorale
La durata massima del mandato del Governo australiano è di tre anni a partire dalla data della prima riunione del nuovo parlamento federale, a meno di una richiesta di elezioni anticipate presentata dal Primo Ministro al Governatore generale.
In Australia il voto per le elezioni federali è obbligatorio dal 1925 ed è prevista una multa per chi non vota.
Per l'elezione alla Camera dei Rappresentanti fin dal 1919 è in vigore il sistema elettorale del voto alternativo in ciascun collegio uninominale, in base al quale i votanti ordinano i candidati in una classifica in ordine di preferenza. Nel caso in cui non venga raggiunta la maggioranza assoluta, i primi due partiti ricevono i voti ottenuti dai partiti eliminati, ridistribuiti secondo il principio del two-party-preferred vote (TPP).
L'elezione al Senato, invece, avviene per mezzo del voto singolo trasferibile, e i cui seggi vengono assegnati secondo il sistema proporzionale.
Le elezioni sono organizzate dalla Commissione Elettorale Australiana (Australian Electoral Commission, AEC).